# 江別市旧町村農場
江別市旧町村農場（えべつしきゅうまちむらのうじょう）とは、北海道江別市いずみ野にある資料館である。江別市における酪農の歴史を伝えるとともに、市民文化及び福祉の向上を図ることを目的として設置されている。単に、「旧町村農場」とも呼ばれる。
旧町村農場は、北海道酪農の先駆者の一人である町村金弥の長男・町村敬貴が1928年（昭和3年）に対雁地区（現在のいずみ野）に建てた木造建築物であり、江別市は、町村農場が1992年（平成4年）に篠津地区に移転した後、歴史的な酪農景観を保存する目的で、1995年（平成7年）に寄贈を受け、創建当初に近い姿に復元・整備し、1996年（平成8年）より一般公開されている。

## 概要
旧町村農場は、江別市旧町村農場条例に基づき、江別河川防災環境事業協同組合（北海道江別市大川通6）が指定管理者として運営している資料館である。旧町村邸・第一牛舎・製酪室・屋外トイレなどからなり、歴史的酪農景観の保存展示・昭和初期の酪農機具の展示・酪農体験・町村農場製品の販売等を行っている。旧町村農場が所在するメモリアル・パーク地区は、「町村農場の歴史を記念して保存されている居宅･牛舎等を活用し、緑豊かでやすらぎのある地区」として利活用されている。
2012年度（平成24年度）には、年間11,946人が来場していたが、2021年度（令和3年度）には、年間2,765人まで来場者数が減少している。江別市は、旧町村農場を、「既存施設を単に老朽改修するだけではなく、 個人の価値観やライフスタイルの多様化など変わりゆく社会ニーズを踏まえ世代や目的に捉われることなく気軽に立ち寄ることができ、また、緑豊かな自然を活かし多くの市民から親しまれる場所」とするため、2024年6月6日に外壁や屋根の補修や、デジタルを活用した動きのある展示の展開、ユニバーサルデザイン化や授乳室等の整備などを経て、リニューアルオープンした。

## 歴史
概要
札幌農学校1期生で、北海道酪農の先駆者の一人である町村金弥の長男・町村敬貴がアメリカの酪農法を導入し、1917年（大正6年）に石狩町（現在の石狩市）に牧場を開設するものの、条件が悪く、1928年（昭和3年）に対雁地区（現在のいずみ野）に移転した。牛舎と住宅は解体して木材を馬車で運び、サイロの石材は石狩川を船で運んだ。移転にあたり牛舎、住宅、製酪室、れんが造サイロなどが新築され、これが現存施設にあたる。江別市は、町村農場が1992年（平成4年）に篠津地区に移転した後、歴史的な酪農景観を保存する目的で、1995年（平成7年）に寄贈を受け、創建当初に近い姿に復元・整備し、1996年（平成8年）より一般公開されている。
指定管理者制度の導入
旧町村農場の運営は、江別市の直営施設から、2008年度（平成20年度）に指定管理者制度を導入し民間事業者による管理運営へと移行して、江別市の酪農の歴史文化を次世代へ確実に継承していくためには、施設の設置目的を達成するとともに、事業収入等により安定的で自立した管理運営や、地域振興や観光の観点から他の施設や関係機関とも連携した幅広い事業展開が求められるとし、指定管理者制度を導入した。管理運営主体については、今後も指定管理者制度の活用を基本とし、民間の専門性や活力、柔軟性を活かし、効果的・効率的な施設運営により、コスト縮減に努めつつ、市民サービスの向上に取り組むとし、その選定にあたっては、施設の維持管理や魅力ある事業企画等の専門性及び経験値を有するとともに、市の施策を的確に理解し確実に実現できる団体であることが望まれることから、市は施設の設置者として、随時、管理運営状況の点検・評価を行い、業務の実施手法等について改善を促し、市民の信頼が十分確保できる適正な管理運営を目指すとした。なお、現在は江別河川防災環境事業協同組合（北海道江別市大川通6）が指定管理者である。
リニューアルオープン
建築から90年以上が経過し、一般公開されてから25年以上大規模な改修がなく、これまで修繕を積み重ねながら運営してきたが、雨漏りや壁の腐食、付帯設備の不具合など、施設全体において老朽化が進んでおり、早急に改修工事を実施する必要があったため、2024年6月6日にリニューアルオープンを行った。江別市は、旧町村農場の改修方針を検討するにあたり、市民に親しまれ利用される施設とするために必要な改修や機能について市民の意見を聴くため、市民ワークショップを開催し、それらを基に、建物を保存・継承のため、外壁や屋根の補修等を行うほか、腐食している土台部分の改修・デジタルを活用した動きのある展示の展開・多目的に利用できるスペースの整備・ユニバーサルデザイン化や授乳室等の整備・文化芸術活動に取り組む市民の作品発表や芸術鑑賞の機会の提供・物販の充実・休憩及び飲食スペースの整備等を行い、 「個人の価値観やライフスタイルの多様化など変わりゆく社会ニーズを踏まえ世代や目的に捉われることなく気軽に立ち寄ることができ、また、緑豊かな自然を活かし多くの市民から親しまれる場所」としてリニューアルオープンをした。

### 沿革
（この節の出典：）
- 1917年（大正06年） - 町村敬貴が石狩郡樽川に町村農場を開設、ホルスタイン種を購入
- 1927年（昭和02年） - 江別町対雁に用地50haを購入
- 1928年（昭和03年） - 町村農場が江別市対雁へ移転
- 1963年（昭和38年） - 第2回全国農業祭畜産部門で天皇杯を受ける
- 1992年（平成04年） - 町村農場が江別市篠津へ移転
- 1996年（平成08年） - 旧町村農場として復元・整備し一般公開
- 2007年（平成19年） - 近代化産業遺産として経済産業省に認定
- 2008年（平成20年） - 指定管理者制度を導入
- 2023年（令和05年） - 大規模改修工事につき休館
- 2024年（令和06年） - リニューアルオープン

## アクセス・開館情報

### アクセス
所在地
- 所在地：北海道江別市いずみ野25-1[1]
- 郵便番号：067-0034[1]

アクセス
- 北海道中央バス（5・55・60）江別・新さっぽろ線 「第3中学校」下車、徒歩5分[1]
- 北海道中央バス（B・D）野幌見晴台線 「牧場町東」下車、徒歩5分[1]

### 開館情報
- 開館時間：9:00-17:00[1]
- 休館日：毎週月曜日（祝休日の場合は直後の平日）・年末年始（12月29日～1月3日）※第一牛舎･製酪室（11月24日～4月28日）[1]
- 入館料：無料[1]